# Длиннокрылы
Длиннокрылы (лат. Miniopterus) — единственный род рукокрылых из семейства длиннокрыловые, родственного семейству гладконосые.

## Описание
Мелкие и средние по величине летучие мыши: масса 6-20 г, длина предплечья 37-55 мм, размах крыльев 25-40 см. Дополнительных кожных образований на морде нет. Морда укорочена, голова округлая; уши короткие, при взгляде сбоку почти не выступают за края силуэта головы. Козелок слабо булавовидный. Крылья длинные, широкие у основания и узкие и заостренные в кистевой части; в 3-м пальце две фаланги срастаются, образуя очень длинную (сопоставимую с соответствующей метакарпалией) дистальную фалангу, в покое подогнутую на внутреннюю сторону крыла (с чем и связано тривиальное название этих зверьков). Эпиблема неразвита, крыловая перепонка прикрепляется к внутреннему (первому) пальцу ступни. Шерсть короткая, густая. Окрас различных оттенков коричневого, от темно-бурого до коричнево-рыжего, палевого или буровато-серого.
Малых предкоренных зубов 1/1, резцов 2/3. На верхних кореных зубах выражен бассейн гипокона, практически отсутствующий у гладконосых. Череп имеет очень характерный вид из-за низкой приплюснутой ростральной части и округлой сильно вздутой мозговой.

### Распространение
Широко распространены в теплых регионах Восточного полушария. Обитают в Африке, на Мадагаскаре, на юге Европы, в Южной и Юго-Восточной Азии, в Австралии, на Новой Гвинее и Новых Гебридах. В фауне России два вида — обыкновенный длиннокрыл (лат. Miniopterus schreibersii) и восточный длиннокрыл (лат. Miniopterus fuliginosus). В 2020 году был занесен в Красную Книгу России как  вид, находящийся под угрозой вымирания.

### Образ жизни
Населяют предгорные и горные области от пустынь до тропических лесов, в горах до 2200 м над уровнем моря. Основные убежища — пещеры, штольни и трещины скал, где иногда образуют огромные скопления (до нескольких десятков и даже сотен тысяч особей). Насекомоядные, охотятся в воздухе, нередко — на большой высоте, над кронами деревьев, но иногда и под пологом редкоствольных лесов или — на открытых местах — над землей; полет стремительный, маневренный. Основа рациона — мелкие, до 25 мм длиной, летающие насекомые. Могут совершать сезонные миграции, но чаще оседлы; во внетропической части ареала на зиму впадают в оцепенение. Спариваются после окончания лактации или на зимовках; эмбриональное развитие приостанавливается перед имплантацией и возобновляется после выхода из зимовки. Приносят 1 выводок в году, по 1 детенышу.

## Виды
- Miniopterus africanus
- Miniopterus arenarius
- Южный длиннокрыл (Miniopterus australis)[3]
- Miniopterus brachytragos
- Miniopterus egeri
- Южноафриканский длиннокрыл (Miniopterus fraterculus)
- Восточный длиннокрыл (Miniopterus fuliginosus)
- Бурый длиннокрыл (Miniopterus fuscus)
- Miniopterus gleni
- Miniopterus griffithsi
- Африканский длиннокрыл (Miniopterus inflatus)
- Магрибский длиннокрыл (Miniopterus maghrebensis)
- Большой длиннокрыл (Miniopterus magnater)
- Miniopterus macrocneme
- Miniopterus mahafaliensis
- Miniopterus majori
- Miniopterus manavi
- Miniopterus medius
- Miniopterus nimbae[4]
- Африканский малый длиннокрыл (Miniopterus minor)
- Натальский длиннокрыл (Miniopterus natalensis)
- Miniopterus oceanensis
- Бледный длиннокрыл (Miniopterus pallidus)
- Miniopterus paululus
- Никобарский длиннокрыл (Miniopterus pusillus)
- Новокаледонский длиннокрыл (Miniopterus robustior)
- Обыкновенный длиннокрыл (Miniopterus schreibersii)
- Miniopterus shortridgei
- Новогвинейский длиннокрыл (Miniopterus tristis)
- Miniopterus wilsoni[5]